# Red Rock Canyon

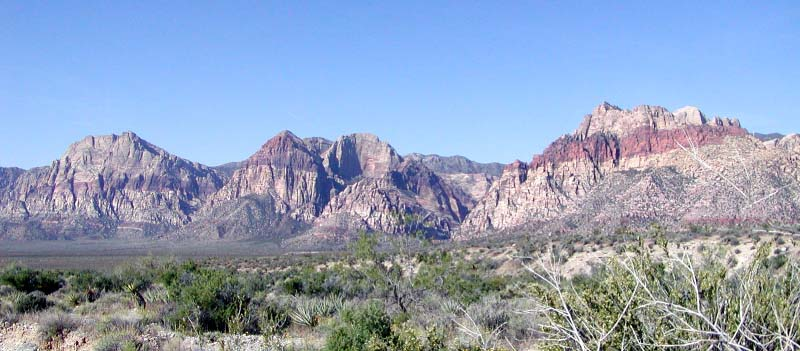
Red Rock Canyon Panorama

Der Red Rock Canyon liegt etwa 27 km westlich von Las Vegas in den Spring Mountains inmitten der Hochwüste Nevadas (USA). Er verdankt seinen Namen dem paläozoischen Kaibab-Kalkstein, den farbenfrohen, aus dem Trias stammenden Formationen Moenkopi, Shinarump und Chinle und den versteinerten Dünen des rot-weiß-gelben Aztec-Sandsteins des mittleren Jura. Er ging aus einem 400 Millionen Jahre alten Meeresbett hervor. 1990 wurde das gesamte Gebiet zum Red Rock Canyon National Conservation Area erklärt.

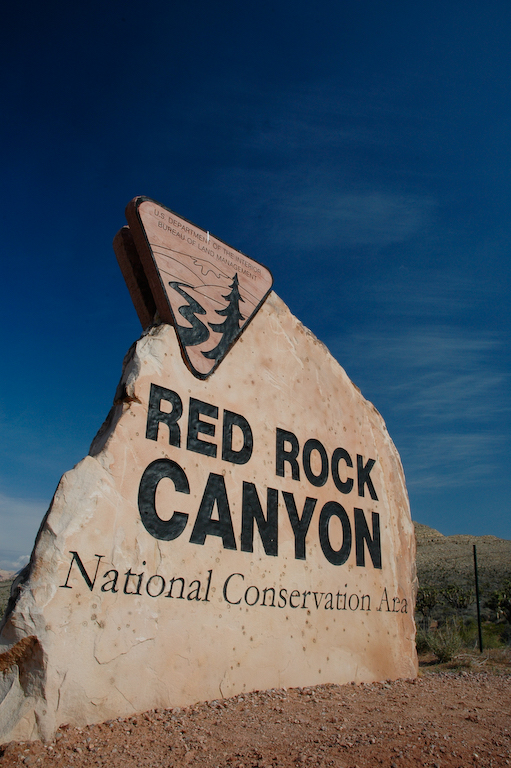

Durch den ca. 330 km² großen Red Rock Canyon führt eine 21 km lange mautpflichtige Panoramastraße (Scenic Loop Drive), die nur als Einbahnstraße befahrbar ist und an der mehrere Picknickplätze und Aussichtspunkte liegen. Der Red Rock Canyon ist neben dem Hoover Dam (im Südosten von Las Vegas) und dem Valley of Fire (im Nordosten von Las Vegas) ein weiteres beliebtes Tagesausflugsziel für Besucher von Las Vegas, das vom Highway 159 über den nördlichen Strip in rund 30 Minuten Fahrzeit erreichbar ist.

## Park
Bei Einfahrt in den Park erhält jeder Besucher den "Red Rock Canyon – Keystone Visitor Guide", in dem umfangreiche Informationen über Flora und Fauna des Areals gegeben und zudem 18 verschiedene Wanderrouten empfohlen werden, deren Länge 2 bis 10 km beträgt. Im Übrigen eignet sich der Red Rock Canyon auch sehr gut zum Reiten und Klettern. Ein Besucherzentrum am Beginn der Scenic Route informiert ausführlich über die geologische Entstehung und die historische Entwicklung dieses Canyons und gibt Auskunft über die besten Wanderrouten.

## Sonstiges
Für den Film Fear and Loathing in Las Vegas wurden mehrere der Wüstenszenen im Red Rock Canyon gedreht, beispielsweise die Szene mit dem Highway-Polizisten an einem der Parkplätze des Scenic Loop Drive.
Ein kleines Highlight des Canyon ist eine 25 m hohe, kopfförmige Anordnung von Felsen mit dem Spitznamen „Nepo's Head“.